# Рани (Доктор Ху)
Рани (енгл. The Rani) је измишљени лик у дуготрајној британској научнофантастичној телевизијској серији Доктор Ху. Она је одметнута Господарица времена и непријатељ насловног лика серије, Господара времена познатог као Доктор. Рани је аморална биохемичарка која врши експерименте на људима и другим врстама и сматра да је све секундарно у односу на њено истраживање.
Овај лик се првобитно појавио у два класична серијала, Ознака Рани (1985) и Време и Рани (1987), у којима га је глумила Кејт О’Мара, пре него што је оригинална серија Доктор Ху престала са емитовања 1989. године. Рани се касније појавила као главна негативка у Димензијама у времену, добротворном телевизијском специјалу Доктора Хуа из 1993. за BBC-ов програм За децу у невољи. Лик се од тада појављивао у више Доктор Ху аудио-драма и романа. Лик се касније поново појављује у оживљеној серији Доктор Ху, мада је током авантура Петнаестог Доктора позната само као госпођа Флад (глуми је Анита Добсон). У епизоди „Избор за међузвездану песму”, четрдесет година након свог првог појављивања, госпођа Флад се би-генерисала у нову инкарнацију (коју тумачи Арчи Панџаби) и открива да је она – као и госпођа Флад пре ње – заправо Рани.

## Опис
Рани је одметнута Господарица времена и аморална научница која се бави бескрупулозним биолошким експериментима на људима и другим врстама. Она је непријатељ насловног лика серије, Доктора, још једног Господара времена који је такође технички отпадник. Господари времена су древни род ванземаљаца са планете Галифреј који поседују способност да се регенеришу у нови облик када су смртно рањени или убијени и који користе технологију путовања кроз време у облику свемирских летелица званих ТАРДИС. У прошлости, Рани је прогнана са Галифреја због својих радикалних огледа. Она је савременица и Доктора и његовог дугогодишњег непријатеља Господара, њих троје су заједно похађали Академију Господара времена у младости.
Радио време је описало Рани као „одметничку временску даму која је зла колико је Доктор добар“ и Докторову „архиесту зликоваца“. Хари Бекет је написао за Доктор Ху ТВ да су је „њена макијавелистичка личност и чиста упорност у постизању научних резултата учинили страшним непријатељем и особом са којом не би желели да се сусрећете“. Керолајн Фрост из HuffPost-а назвала је да је Рани „један од ретких ликова који могу да парирају неодољивом [Доктору] по духовитости, моћи и натприродним способностима“. Тумачица Рани у серији, Кејт О'Мара, описала је лик као „помахнитали” и „немилосрдни”, напомињући да се „претпоставља да је створење као што је Рани, која је научница, потпуно аморално и припремљено жртвовати све у циљу науке“. Нур Хусеин са SCIFI.radio назвао је Рани „иконичном“, написавши да „За разлику од архетипа господара гладног зликоваца, Рани је била немилосрдна зла научница коју није занимало да влада универзумом колико она желела да то разуме, без обзира на цену... њена аморална потрага за науком била је занимљив непријатељ за Доктора." Доктор Ху ТВ означио је лик као „апсолутно дивног негативца Доктора Хуа јер је њена мотивација искључиво за научне резултате“. Марк Доналдсон из Скрин рента је приметио: „Рани није имала Господареву опседнутост Доктором. Никада је нису посебно занимали Докторове и Господареве игре.“ Лик је такође описан као гламурозан, грабежљив, лукав и зао, моћан и динамичан, подао и ђаволски паметан.
Док Докторов ТАРДИС који путује кроз време заглављен са спољашњим обликом полицијске телефонске говорнице из 1963. године због непоправљивог „камелеонског кола“, Ранин је непрекинут и задржава своју способност да се прикрије. Као и Докторов, и Ранин ТАРДИС је парадоксално "већи изнутра", са сличном конзолом.

## Телевизијска појављивања

### Ознака Рани(1985)
Рани, коју тумачи Кејт О'Мара, први пут се појављује у класичном серијалу Доктора Хуа из 1985. Ознака Рани коју су написали Пип и Џејн Бејкер, а у којој је Колин Бејкер у главној улози као Шести Доктор. Када је добила улогу Рани, О'Мара је била позната као плодна позоришна глумица са великим бројем заслуга на филму и телевизији. Раније је играла са Бејкером као пословни противници Џејн Максвел и Пол Мерони у хит драмској серији Браћа од 1975. до 1976. Године 2013. О'Мара је приметила да је Рани била написана посебно за њу.
У Ознаци Рани, ТАРДИС Шестог Доктора је избачен са курса и стиже у енглески рударски град из 19. века током индустријске револуције. Он и његова људска сапутница Пери Браун (Никола Брајант), сусрећу Рани, Господарицу времена и старог доктора који влада планетом Миасимија Горија. Њено вршење биолошких огледа на поробљеном становништву повећало је њихову свест, али је ненамерно угрозило њихову способност да спавају, претварајући их у насилне и гурнувши планету у хаос. Да би успоставили ред, Рани је сакупљала неуро-хемикалију која промовише сан из људског мозга, вршећи то у насилним периодима Земљине историје, тако да агресија и несаница из тога остају непримећени. Докторов дугогодишњи непријатељ Господар (Ентони Ејнли), такође је присутан, са сопственим планом да убрза развој Земље и искористи планету као базу моћи. Доктор је на крају осујетио Рани и Господара, а зликовци беже у Ранином ТАРДИС-у, али је Доктор минирао саставаз  навођење и регулатор брзине. Док се брод измиче контроли, једна од Раниних посуда са узорцима у којима се налази ембрион Тираносауруса рекса пада на под и почиње брзо да расте, остављајући Рани и Господара заробљене од створења.
Марк Брекстон са Радио времена похвалио је сцене између Рани, Доктора и Господара, и назвао О'Марин наступ "духовитим". Водич за дисконтинуитет Пола Корнела, Мартина Деја и Кита Топинга је приметио да је „концепт Рани која се руга смешном противништву Господар и Доктора диван“. О'Мара је назвала Тхе Марк оф тхе Рани својом омиљеном епизодом коју је изводила у серији. У својој аутобиографији из 2003. Док не буде спремно, рекла је да су се, док је снимала Ознаку Рани, према њој опходили много другачије чланови екипе који је нису препознали док је била нашминкана као стара старица, него када је била трансформисана блиставом гардеробом, фризуром и „мојом најгламурознијом шминком“. О'Мара је захвалила Џоан Колинс из Династије чију је сестру она играла у серији 1987. што је учинила да "бити 'старија жена' прихватљиво" на телевизији и филму.

### Време и Рани(1987)
О'Мара се вратила као Рани у класичном серијалу Доктора Хуа из 1987. Време и Рани који су поново написали Пип и Џејн Бејкер, али овај пут са Силвестером Мекојем у главној улози Седмог Доктора. Рани је једини повратнички „архи-непријатељ“ Доктора у серији и на почетку приче њен напад приморава Доктора да се регенерише из Шестог Доктора Колина Бејкера у Мекојеву седму инкарнацију. Регенерација Господара времена је уређај који се користи у серији од 1966. године да би се прилагодили преиначавању истакнутих ликова попут Доктора. Новелизација Времена и Рани из 1987. објашњава да су након догађаја у Ознаке Рани Рани и Господар побегли од Тираносауруса рекса јер је сломио кичму на плафону Раниног ТАРДИС-а због свог брзог раста. Крај Времена и Рани захтевао је да О'Мара буде обешена наглавачке као шишмиш, али пошто су јој неки крвни судови у очима пукли, медицинска сестра у студију је забранила да се снимање на тај начин настави. Снимање је настављено окретањем камере наопако и употребом машине за ветар како би О'Марина коса полетела нагоре.
У Времену и Рани, Рани приморава Докторов ТАРДИС да се сруши на планету Лакертија и покреће Доктора да се регенерише. Уз помоћ ванземаљских Тетрапа сличних слепим мишевима, Рани преузима контролу над планетом и њеним мирним становницима. Она је створила огромни „временски мозак“, користећи интелигенцију извучену од генија у времену и простору коју намерава да искористи да направи прорачуне неопходне да претвори Лакертију у временског обмањивача који би јој омогућио да обмане еволуцију на космичким размерама. Рани убризгава Доктору лек за губитак памћења и прерушава се у његову сапутницу Мел Буш (Бони Ленгфорд). Она извлачи податке из његовог мозга не узимајући у обзир његову несталну природу, а он и Мел на крају успевају да осујети Ранине планове и ослободе Лакертјане. Рани бежи у свом ТАРДИС-у, али су га заузели Тетрапи који узимају Рани као заробљеницу, схвативши да је планирала да их пусти да умру у преобраћењу Лакертије.
Патрик Малкерн са Радио времена написао је да је О'Марина „испорука лука била спасоносна милост Времена и Рани“. Доктор Ху: Телевизијски сапутник је такође похвалио глумицу: „Још један врхунац је изведба Кејт О'Маре у улози Рани која, иако је неоспорно таборна и претерана, савршено одговара расположењу дела и никада није мање него забавна. Она замало украде серију, а у ствари њено опонашање Бони Ленгфорд у забавној секвенци у којој Рани заварава дезоријентисаног и дрогираног Доктора да верује да је она Мел је опако проницљива."

### Димензије у времену(1993)
Првобитно приказивање Доктора Хуа је нестало 1989. Рани се касније појавила као главна негативка у Димензијама у времену, добротворном телевизијском специјалу Доктора Хуа из 1993. који су написали Џон Нејтан-Тарнер и Дејвид Роден, а који подржава ББЦ За децу у невољи. Дводелни специјал представљао је укрштање између Доктора Хуа и дуготрајне ББЦ-ове сапунице Источњаци поводом прославе 30. годишњице Доктора Хуа. Пошто јој је био потребан негативац који се вратио за специјал, Нејтан-Тарнер је одабрао Рани јер је била популарна међу обожаваоцима.
У Димензијама у времену, Рани покушавају да заробе првих седам инкарнација Доктора у временској петљи у Волфорду, измишљеном окружењу Источњака. Она је отворила рупу у времену, дозвољавајући јој приступ Докторовој временском току и кружење кроз његове животе, наводећи њега и његове пратиоце да скачу напред-назад између прошлих и садашњих инкарнација. Рани је сакупљала примерке сваког створења у универзуму да би створила суперрачунар и у једном тренутку ослобађа своју „менажерију“, међу којима су били и Киберљуди, Морски ђаволи и Огрони, да нападне Петог Доктора (Питер Дејвисон). Њен план пропада када су Седми Доктор и његова сапутница Ејс (Софи Алдред) преоптеретили њен рачунар, шаљући Рани, њеног сапутника Сајријана (Семјуел Вест) и њен ТАРДИС-а у временски тунел.

### Непроизведен серијал
Крајем 1984. Нејтан-Тарнер је ангажовао Роберта Холмса да напише причу из три дела, касније названу Жута грозница и како је излечити, за 23. сезону Доктора Хуа. У серијалу је требало да се појављују Шести Доктор, Пери и бригадир Летбриџ-Стјарт (Николас Кортни) који се суочавају са новопредстављеним Рани, Господарем и Отонцима, а снимало би се у Сингапуру где су епизоде ББЦ-ове драме Тенко снимане. Када су права на Рани била обезбеђена, све три епизоде су наручене заједно 6. фебруара 1985. Међутим, 27. фебруара 1985. ББЦ Један је објавио да ће продукција Доктора Хуа узети продужену паузу, позивајући се на пад гледаности и све већу забринутост публике због насиља на телевизији. Док се 22. сезона састојала од 13 епизода од 45 минута, у наредним месецима осмишљена је нова 23. сезона која би се састојала од 14 епизода по 25 минута. Од Холмса је затражено да настави са причом, али као шест 25-минутних епизода, али у овој варијанти је уклоњен Господар. Холмс је завршио нацрт приче, али су на крају Жута грозница и како је излечити и други планирани серијали остављени по страни у корист сезонског лука под називом Суђење господару времена. Захваљујући буци обожавалаца, Доктор Ху се вратио након годину и по дана, а нова 23. сезона емитована је у септембру 1986.
У планираној причи за Жуту грозницу и како је излечити, Шести Доктор и Пери стижу у Сингапур и проналазе Рани у савезу са Нестенском свешћу како би створили Отонце са мецима који могу да пуцају иза углова и рукама које могу да истопе лице противника. Господар је такође у Сингапуру, љубоморан на Ранин аранжман са Нестенцима и намерава да је осујети.

### Оживљена серија
Првобитно приказивање Доктора Хуа је било од 1963. до 1989. и серија је поново оживљена 2005. Клуб обожавалаца Доктора је често тражио повратак Рани која се сматра омиљеним популарним обожаваоцима захваљујући на О'Марин изузетан наступ. Нове најаве за глумце за жене противнице Доктора обично се сусрећу са нагађањима обожавалаца да је нова инкарнација Рани глумљена, као што је био случај са Саром Ланкашир 2008. године, Кили Хос и Мишел Гомез 2014. и Барбара Флин 2021.
Године 2012. тадашњи извршни продуцент и директор серије Стивен Мофат рекао је: „Људи ме увек питају: 'Да ли желиш да вратиш Рани?' Нико не зна ко је Рани, сви знају ко је Господар, знају Далеке, вероватно знају ко је Даврос, али не знају ко је Рани, тако да нема смисла да је враћамо. Следеће године, Хари Бекет са телевизије Доктор Ху је изразио жељу да се Рани врати и приметио да је упркос Мофатовим коментарима, продуцент заиста вратио друге мање познате старе ликове у серију. Крајем 2013. О'Мара је рекла да би волела да понови ту улогу и да би њене године биле „идеја коју треба искористити“. Објаснила је: „Имати много старију жену за противника има нешто занимљиво у томе. Толико је научила током векова — то би било као у бајкама где је увек старица та која је најстрашнија.“ О'Мара је умрла у марту 2014.
Пошто је добио улогу Петнаестог Доктора 2022. године, Шути Гатва је изразио жељу да његова колегиница из Сексуалног образовања Џилијан Андерсон глуми негативку насупрот њему у Доктору Хуу. Ово је обновило брујање о могућем повратку Рани, коју би тумачила Андерсонова, о коме се расправљало у вези са улогом још од дебија Мета Смита као Једанаестог Доктора 2010. године.
У епизоди „Избор за међузвездану песму” (2025) открива се да је госпођа Флад – мистериозна личност коју је глумила Анита Добсон и која је први пут представљена као комшиница Руби Сандеј, а појављује се током 14. и 15. серијала – заправо инкарнација Рани. На крају те епизоде, госпођа Флад се би-генерише у ново, друго тело, које тумачи Арчи Панџаби. Као госпођа Флад, Рани је комшиница и Руби и Белинде Чандре (Варада Сету), понекад „разбија четврти зид” и касније је виђена како прати Доктора кроз време и простор.
У епизоди „Рат стварности”, верзију Рани коју глуми Арчи Панџаби прождире Омега, док се верзија коју глуми Анита Добсон спашава помоћу временског прстена.

## Аудио драме
Рани, којој глас даје О'Мара, главни је лик аудио драме продукције "ББВ" из 2000. године Рани разваљује, коју су написали Пип и Џејн Бејкер. Радња се одвија одмах након догађаја Времена и Рани, при чему је Рани затвореница Тетрапа. Осуђена на смрт, она планира свој бекство док је приморана да користи своје научно знање како би помогла својим отмичарима да надокнаде своје све мањкаве залихе хране: крв. Наслов аудио драме је првобитно најављен као Васкрсење Рани.
У време своје смрти 2014. О'Мара је била у преговорима са продукцијом "Big Finish" да понови улогу Рани у новој аудио драми Доктора Хуа. Продуцент Дејвид Ричардсон је рекао:
Кејт је веома подстакла повратак Рани... Њен агент ме је звао и рекао да би волела да понови ту улогу са нама, а када сам то споменуо извршном продуценту Николасу Бригсу и уреднику сценарија Алану Барнсу, искористили су прилику... Џастин [Ричардс] је написао Рани елита за нас, а били смо само неколико недеља од снимања када су до нас стигле страшне вести да је Кејт преминула. У почетку нисмо били сигурни шта да радимо — све док Кејтин агент поново није ступио у контакт и рекао да је Кејтина жеља да наставимо са новом инкарнацијом Рани.
Шкотска глумица Шивон Редмонд касније је добила улогу нове инкарнације Рани, први пут се појавила у аудио драми Рани елита из 2014. коју је написао Џастин Ричардс. У овој аудио пустоловини Шестог Доктора, Рани покушава да обрне инжењеринг теорију хаоса користећи колективне умове академске елите која похађа Факултет за напредно галактичко образовање.
Редмондина инкарнација Рани се враћа у аудио драми Планета Рани из 2015. године пошто је била у затвору 90 година и побегла да тражи своју освету против Доктора. Она стиже на планету Миасимија Горија, свет којим је некада владала, где је садашњи вођа Раџ Кану сматра својом мајком, а истовремено гаји дубок презир према њој. Кану, генетски измењени хуманоид који живи у телу механичке бубашвабе, касније дозвољава Рани да напусти планету у ТАРДИС капсули за преживљавање коју је њена претходна инкарнација тамо оставила.

## Књижевност
Новелизацију Ознаке Рани, коју су написали Пип и Џејн Бејкер, објавиле су књиге "Мета" у јануару 1986. Рани је негативка у Трци са временом, дечјој игрици у стилу Изабери своју пустоловину из 1986. коју су такође написали Бејкерови, а који је део серијала Направи своју пустоловину са Доктором Хуом. У тој причи, Шести Доктор регрутује читаоца да му помогне да победи Рани и њен опасни Дестабилизатор времена. У децембру 1987. књиге "Мета" су објавиле новелизацију Времена и Рани коју су написали Пип и Џејн Бејкер.
Рани се појављује у огранак роману Несталих невиних пустоловина Стање промене (1994) Кристофера Булиса смештен након ОЗнаке Рани. Господар је побегао из Раниног саботираног ТАРДИС-а, али ју је оставио да плута у просторно-временском мехуру све док не наиђе на бенигни ентитет који ствара искривљену џепну стварност у којој Египћани поседују технологију 20. века због свог приступа банкама података дупликата Докторове ТАРДИС конзоле. Рани се окушава у политичким махинацијама у овој стварности пре него што јој је интервенција Доктора разбила контролу над ентитетом у ком тренутку она бежи у свом поправљеном ТАРДИС-у.
Рани се помиње у пустоловном роману Осмог Доктора ББЦ Књига Ћелија предака (2000) Питера Ангелидеса и Стивена Кола. Бивши сапутник Осмог Доктора Фиц Крајнер тврди да је побио Рани и Господара и показује њихове лобање као пехаре. Пустоловни роман Ранијих Доктора Подељене оданости (1999) Герија Расела приказује секвенцу из снова у којој је Рани један из групе обећавајућих младих Господара времена званих „Дека“ која укључује многе будуће одметнике, међу којима су Доктор, Ратни начелник, Монах умешач и Господар. Рани се накратко појављује у вештачки створеном паралелном универзуму у роману Пустоловинама ранијих Доктора Зрно архангела (2001). У овој стварности она, Господар, Монах и Дракс представљају групу немачких научника.
Кратка прича „Спашавање“ коју је написао Дејвид Роден и објављена у Годишњаку Доктора Хуа 1995. приказује Рани како спасава Сајријанца од најезде Киберљуди на његову матичну планету ДВ Акрол 8 и поставља га као свог пратиоца пре догађаја у Димензијама у времену. Рани се враћа у дигиталној краткој причи Шестог Доктора поводом 50. годишњице „Нешто позајмљено“ (2013) Ришел Мид коју су издале књиге "Пафин". У овој причи, она се представља као вереница котуријанског племића како би сазнала више о јединственом облику регенерације врсте, али је спречавају Доктор и Пери.

## Роба
Денбури Минт је 1992. године издао шаховкси комплет Доктор Ху који садржи калајисану фигурицу О'Марине Рани као Црну краљицу. Иглмосова збирка је 2018. године произвела комплет фигурица Доктор Ху: Временски господари са Рани и Инквизитором. Произведено је више сакупљачких трговачких картица Рани:
- Доктор Ху картице за размену: Серијал 1 Основна картица Корнерстоун 1994. #98 - Рани[63]
- Карташка игра Доктор Ху Топс 2013. - Рани #206[64][65]
- Доктор Ху картице за размену: Основна картица #17 Топс 2015. - Рани[66][67][68]

## Пријем
О'Марин наступ у улози Рани је нашироко хваљен, а њено тумачење је оцењено и за памћење и за дефинитивно. Нур Хусеин са SCIFI.radio описао је наступ као „дивље претерано“, а Хари Бекет са Доктор Ху ТВ-а је приметио: „Изгледала је тачно како је зла Временска господарица требало да се појави... О'Мара је имала задивљујући осећај зла у вези са собом, заводљив поглед који би могао бити и подсмех и кокетни осмех." Ден Вилсон из Метроа је написао: „Кејт О'Мара је одиграла улогу до савршенства. Моћна и динамична, са више од наговештаја гламурозности, она је заиста учинила улогу својом... О'Мара се уздиже изнад лошег писања... Ако ће се Рани вратити, онда би глумац који преузме улогу добро урадио да узме најбоље од онога што је Кејт О'Мара дала." Рани је постала омиљена и међу обожаваоцима и међу критичарима који су деценијама тражили њен повратак у серију.